# Прапор Гелдерланду

Прапор Гелдерланда (співвідношення 9:13; де-факто 2:3)

Прапор Гелдерланду являє собою горизонтальний триколор синього, жовтого (золотого) і чорного кольорів. Гелдерланд — провінція в Нідерландах. Прапор був визначений 15 квітня 1953 року. Його кольори походять від герба Гелдерланда, який, у свою чергу, був заснований на гербі Гелдернського герцогства.

Герб Гелре (1379)

## Опис
Прапор Гелдерланду має форму горизонтального триколору. Використані кольори: синій, жовтий і чорний. Дизайн вважається офіційним прапором Гелдерланда з 1953 року. Кольори походять від герба провінції. Центральним елементом герба є щит, який несуть два леви. На лівій половині зображено золотого лева на блакитному щиті, а на правій — чорного лева Юліського герцогства. Чорний лев виділяється на золотому фоні.